# Prezydenci Zielonej Góry
Prezydent Zielonej Góry wybierany jest przez mieszkańców miasta w wyborach powszechnych, równych, tajnych i bezpośrednich. Jest organem wykonawczym miasta Zielona Góra jako jednostki samorządu terytorialnego.

## Prusy(Niemcy)

### Burmistrzowie (?–1945)
- Martinus Bockmueller
- Marcin Bademeier
- ~1581 – Walentyn Rottstock
- 17 sierpnia 1582–1582 – Szymon Krech (Kriech)
- Prüfer
- ~1654 – Bademeier
- 1661–1669 – Christoph Hirthe (1621–1682)
- ~1683 – Joachim Semler (– 1708)
- 1717–1740 – Johann Augustin von Breitenfeld (1661–1742)
- 1741–1746 – Johann Carl Dehmel (1682–1749)
- 1746–1775 – Christoph Fredrich Benjamin Kaufmann (1717–05.09.1775)
- 29 stycznia 1809–1815 – Carl August Bergmüller (1774–1843)
- 1821–1832 – Carl August Bergmüller
- 1833 – 3 października 1847 – Kruger Andreas
- 1848–1854 – Hauptner
- 22 sierpnia 1854–1866 – Gühler
- 1866–1869 – Nietschke
- 1870~ – Kampfmeier
- 1878–1901 – Wilhelm Gayl (1842–1903)
- 1901–1926 – Ernst Ouvrier (1866–1935)
- 1927 – Alfred Finke
- 1927–1933 – Ernst Busse (1885–1959)
- 1933 – Arthur Lemme
- 1945 – Karl Laube

## Polska Rzeczpospolita LudowaiRzeczpospolita Polska[1]

### Burmistrzowie (1945–1948)
| Imię i nazwisko  | Rozpoczęcie sprawowania funkcji | Zakończenie sprawowania funkcji |
| ---------------- | ------------------------------- | ------------------------------- |
| Tomasz Sobkowiak | 1945                            | 1947                            |
| Mikołaj Mesza    | 1947                            | 1948                            |

### Prezydenci (1949)
| Lp. | Imię i nazwisko   | Rozpoczęcie sprawowania funkcji | Zakończenie sprawowania funkcji |
| --- | ----------------- | ------------------------------- | ------------------------------- |
| 1   | Mikołaj Mesza     | 1949                            | 1949                            |
| 1   | Józef Ziarnkowski | 1949                            | 1950                            |

### Przewodniczący Prezydium Miejskiej Rady Narodowej (1950–1973)
| Imię i nazwisko     | Rozpoczęcie sprawowania funkcji | Zakończenie sprawowania funkcji |
| ------------------- | ------------------------------- | ------------------------------- |
| Józef Ziarnkowski   | 1950                            | 1950                            |
| Edward Stokowski    | 1950                            | 1951                            |
| Kazimierz Niemiec   | 1951                            | 1952                            |
| Wacław Maciejewicz  | 1952                            | 1959                            |
| Mieczysław Stańczyk | 1959                            | 1963                            |
| Tadeusz Zalewski    | 1963                            | 1965                            |
| Władysław Nasiadek  | 1965                            | 1969                            |
| Kazimierz Mamak     | 1969                            | 1973                            |

### Prezydenci (od 1973)
| Lp. |                        | Rozpoczęcie sprawowania funkcji | Zakończenie sprawowania funkcji |                                       | Przynależność partyjna            |
| --- | ---------------------- | ------------------------------- | ------------------------------- | ------------------------------------- | --------------------------------- |
| 2   | Jan Nieruchalski       | 1973                            | 1975                            |                                       |                                   |
| 3   | Stanisław Ostręga      | 1975                            | 1983                            |                                       |                                   |
| 4   | Antonina Grzegorzewska | 1983                            | 1988                            |                                       |                                   |
| 5   | Edmund Błachowiak      | 1989                            | 18 czerwca 1990                 |                                       |                                   |
| 6   | Roman Doganowski       | 18 czerwca 1990                 | 12 września 1994                |                                       | Komitet Obywatelski „Solidarność” |
| 7   | Henryk Masternak       | 12 września 1994                | 2 listopada 1998                |                                       | Unia Wolności                     |
| 8   | Zygmunt Listowski      | 2 listopada 1998                | 19 listopada 2002               |                                       | Sojusz Lewicy Demokratycznej      |
| 9   | Bożena Ronowicz        | 19 listopada 2002               | 5 grudnia 2006                  |                                       | Unia Wolności                     |
| 10  | Janusz Kubicki         | 5 grudnia 2006                  | 7 maja 2024                     |                                       | Sojusz Lewicy Demokratycznej      |
| 10  | Janusz Kubicki         | 5 grudnia 2006                  | 7 maja 2024                     | Niezależny / Bezpartyjni Samorządowcy |                                   |
| 11  | Marcin Pabierowski     | 7 maja 2024                     | pełni funkcję                   |                                       | Platforma Obywatelska             |

## Wybory (od 2002)

### 2002[2]
| Imię i nazwisko    | Komitet wyborczy | Komitet wyborczy                              | Głosy  | Głosy |
| Imię i nazwisko    | Komitet wyborczy | Komitet wyborczy                              | Liczba | %     |
| ------------------ | ---------------- | --------------------------------------------- | ------ | ----- |
| Zygmunt Listowski  |                  | KKW Sojusz Lewicy Demokratycznej – Unia Pracy | 11 107 | 36,33 |
| Bożena Ronowicz    |                  | KWW Sprawiedliwa i Prawa Zielona Góra         | 8 392  | 27,45 |
| Bożenna Bukiewicz  |                  | Platforma Obywatelska RP                      | 3 697  | 12,09 |
| Adam Ruszczyński   |                  | KWW Adama Ruszczyńskiego                      | 2 980  | 9,75  |
| Stanisław Bała     |                  | Liga Polskich Rodzin                          | 2 371  | 7,76  |
| Jan Tyblewski      |                  | Samoobrona Rzeczpospolitej Polskiej           | 973    | 3,18  |
| Roman Grad         |                  | KWW Moje Miasto                               | 908    | 2,97  |
| Ryszard Szulkowski |                  | KWW Organizacji Narodu Polskiego              | 141    | 0,46  |

| Imię i nazwisko   | Komitet wyborczy | Komitet wyborczy                              | Głosy  | Głosy |
| Imię i nazwisko   | Komitet wyborczy | Komitet wyborczy                              | Liczba | %     |
| ----------------- | ---------------- | --------------------------------------------- | ------ | ----- |
| Bożena Ronowicz   |                  | KWW Sprawiedliwa i Prawa Zielona Góra         | 15 987 | 50,67 |
| Zygmunt Listowski |                  | KKW Sojusz Lewicy Demokratycznej – Unia Pracy | 15 565 | 49,33 |

### 2006[3]
| Imię i nazwisko     | Komitet wyborczy | Komitet wyborczy                    | Głosy  | Głosy |
| Imię i nazwisko     | Komitet wyborczy | Komitet wyborczy                    | Liczba | %     |
| ------------------- | ---------------- | ----------------------------------- | ------ | ----- |
| Bożenna Bukiewicz   |                  | Platforma Obywatelska RP            | 15 320 | 39,24 |
| Janusz Kubicki      |                  | KKW Lewica i Demokraci              | 12 530 | 32,10 |
| Kazimierz Łatwiński |                  | Prawo i Sprawiedliwość              | 9 339  | 23,92 |
| Anna Drobek         |                  | Samoobrona Rzeczpospolitej Polskiej | 779    | 2,00  |
| Jolanta Fedak       |                  | Polskie Stronnictwo Ludowe          | 704    | 1,80  |
| Stanisław Gudzowski |                  | Liga Polskich Rodzin                | 368    | 0,94  |

| Imię i nazwisko   | Komitet wyborczy | Komitet wyborczy         | Głosy  | Głosy |
| Imię i nazwisko   | Komitet wyborczy | Komitet wyborczy         | Liczba | %     |
| ----------------- | ---------------- | ------------------------ | ------ | ----- |
| Janusz Kubicki    |                  | KKW Lewica i Demokraci   | 18 049 | 53,09 |
| Bożenna Bukiewicz |                  | Platforma Obywatelska RP | 15 951 | 46,91 |

### 2010[4]
| Imię i nazwisko    | Komitet wyborczy | Komitet wyborczy             | Głosy  | Głosy |
| Imię i nazwisko    | Komitet wyborczy | Komitet wyborczy             | Liczba | %     |
| ------------------ | ---------------- | ---------------------------- | ------ | ----- |
| Janusz Kubicki     |                  | Sojusz Lewicy Demokratycznej | 26 006 | 64.87 |
| Elżbieta Polak     |                  | Platforma Obywatelska RP     | 7 400  | 18.46 |
| Jerzy Materna      |                  | Prawo i Sprawiedliwość       | 5 297  | 13.21 |
| Magdalena Urbaniak |                  | Polskie Stronnictwo Ludowe   | 726    | 1.81  |
| Adam Ruszczyński   |                  | KWW Klub Demokratyczny       | 658    | 1.64  |

### 2015[5]
Wybory do Rady Miasta Zielona Góra oraz Prezydenta Zielonej Góry odbyły się 15 marca 2015 r., a nie jak w całej Polsce 16 listopada 2014 r. Spowodowane było to połączeniem Gminy Zielona Góra z Miastem Zielona Góra
| Imię i nazwisko              | Komitet wyborczy | Komitet wyborczy                          | Głosy  | Głosy |
| Imię i nazwisko              | Komitet wyborczy | Komitet wyborczy                          | Liczba | %     |
| ---------------------------- | ---------------- | ----------------------------------------- | ------ | ----- |
| Janusz Kubicki               |                  | KWW Janusz Kubicki                        | 26 329 | 68.26 |
| Jacek Budziński              |                  | KWW Prawa i Solidarna Jacka Budzińskiego  | 6878   | 17.81 |
| Krzysztof Bosak              |                  | KWW Nowej Prawicy i Ruchu Narodowego      | 1716   | 4.45  |
| Jolanta Danielak             |                  | KKW SLD Lewica Razem                      | 1588   | 4.12  |
| Rafał Nieżurbida             |                  | Polskie Stronnictwo Ludowe                | 1211   | 3.14  |
| Karolina Nawrocka-Michalczak |                  | KWW Lepsza Zielona Góra – Lepsze Lubuskie | 851    | 2,21  |

### 2018[7]
| Imię i nazwisko          | Komitet wyborczy | Komitet wyborczy                          | Głosy  | Głosy |
| Imię i nazwisko          | Komitet wyborczy | Komitet wyborczy                          | Liczba | %     |
| ------------------------ | ---------------- | ----------------------------------------- | ------ | ----- |
| Janusz Kubicki           |                  | KWW Janusz Kubicki-Bezpartyjni            | 34 579 | 58.20 |
| Piotr Barczak            |                  | Prawo i Sprawiedliwość                    | 10 645 | 17.92 |
| Anita Kucharska-Dziedzic |                  | Ruch Miejski Zielona Góra                 | 6 235  | 10.49 |
| Tomasz Nesterowicz       |                  | KKW SLD Lewica Razem                      | 4 620  | 7.78  |
| Sławomir Kotylak         |                  | Platforma.Nowoczesna Koalicja Obywatelska | 3 336  | 5.61  |

### 2024[8]
| Imię i nazwisko    | Komitet wyborczy | Komitet wyborczy                          | Głosy  | Głosy |
| Imię i nazwisko    | Komitet wyborczy | Komitet wyborczy                          | Liczba | %     |
| ------------------ | ---------------- | ----------------------------------------- | ------ | ----- |
| Marcin Pabierowski |                  | Platforma.Nowoczesna Koalicja Obywatelska | 22 098 | 42.74 |
| Janusz Kubicki     |                  | KWW Janusz Kubicki                        | 18 584 | 35.95 |
| Grzegorz Maćkowiak |                  | Prawo i Sprawiedliwość                    | 6 417  | 12.41 |
| Janusz Jasiński    |                  | KKW Lewica                                | 2 887  | 5.58  |
| Adam Hreszczyk     |                  | KWW Adam Hreszczyk                        | 1 713  | 3.31  |

| Imię i nazwisko    | Komitet wyborczy | Komitet wyborczy                          | Głosy  | Głosy |
| Imię i nazwisko    | Komitet wyborczy | Komitet wyborczy                          | Liczba | %     |
| ------------------ | ---------------- | ----------------------------------------- | ------ | ----- |
| Marcin Pabierowski |                  | Platforma.Nowoczesna Koalicja Obywatelska | 28 464 | 57,46 |
| Janusz Kubicki     |                  | KWW Janusz Kubicki                        | 21 072 | 42,54 |